# غوردون هيغينز
غوردون هيغينز هو سياسي كندي، ولد في 8 أكتوبر 1905، وتوفي في 13 أكتوبر 1957. حزبياً، نشط في الحزب الكندي التقدمي المحافظ. وقد انتخب عضو مجلس العموم الكندي.